# 勞鉞
勞鉞（1426年五月十五—1476年六月十三），字廷器，江西德化人。一生「勤慎耿介，政多愷悌」。成化八至十二年（1472-1476）任湖州知府，卒於任上，後被尊爲湖州府城隍神。

## 生平
勞生年不詳，史載五月十五日生，世居德化縣勞家壟（今九江市中醫院北院位置）。明朝江西鄉試第五十九名舉人，二十九歲中景泰五年（1454年）甲戌科三甲第二十八名進士，歷任南直隸江浦（今屬江蘇南京市）、山東臨清、陝西山陰知縣，皆具政聲。
成化八年（1472年）始任湖州知府，在任4年，剿滅太湖盜匪，治理蝗災，興修水利，開辦府學，編修《湖州府志》（世稱「勞志」），極大地改善了湖州生產、生活條件，深受湖州百姓愛戴。
成化十二年（1476年）六月十三卒，遺骸還葬德化縣勞家壟，後裔仍居於此，後世有勞溥、勞堪等歷史人物。

## 軼事
- 勞鉞死因眾說紛紜，或言因積勞成疾，或言勞鉞爲民除蟲，食蝗蟲而死。但史載成化年間湖州並無蝗災。
- 蝦，吳語音/ho55/，傳說勞鉞出身內陸不識蝦而喚其爲「彎轉」，後成蝦之湖州吳語特有稱呼而流傳至今。
- 勞鉞病逝後，湖州人於府廟中增建勞公祠，塑像祭祀，使府廟成為全國獨一無二的「廟中廟」。後奉勞鉞為城隍神，供奉至今[1]。

## 家族
曾祖勞仕先。祖父勞用和。父勞志崇，訓導。母余氏。具慶下。兄銘、镇、镒、鍾。弟鏞、鏡、鑰、鐸。娶郭氏。